# Аруна короткохвоста
Ару́на короткохвоста (Myiornis ecaudatus) — вид горобцеподібних птахів родини тиранових (Tyrannidae). Мешкає в Південній Америці.

## Опис
Короткохвості аруни є одними з найменших птахів світу і найменшими горобцеподібними птахами. Їх середня довжина становить 6,5 см, а середня вага 4,2 г. Хвіст дуже короткий, майже відсутній, дзьоб, натомість, відносно довгий. Голова сіра, від дзьоба до очей ідуть чорнуваті смуги, навколо очей яскраво виражені білі кільця. Спина яскраво-оливково-зелена. Крила і хвіст чорнуваті, смуги на крилах відсутні. Нижня частина тіла біла з жовтуватим відтінком, на грудях і боках світло-оливкові плями, махові пера знизу мають жовті края. Очі темно-карі, лапи тілесного кольору, дзьоб чорний, загострений. Виду не притаманний статевий диморфізм.
Типова вокалізація — серія з приблизно 15 високих нот "кре-ке-ке", що на середині прискорюється, а потім знову сповільнюється, схожа на стрекотіння цвіркуна або на кумкання жабки. Також короткохвості аруни можуть видавати і інші звуки — писки, цвірінькання і трелі.

## Підвиди
Виділяють два підвиди:
- M. e. miserabilis (Chubb, C, 1919) — східні перегір'я Анд в Колумбії і Венесуелі, південна і східна Венесуела, Гвіана, північ Бразильської Амазонії, острів Тринідад;
- M. e. ecaudatus (d'Orbigny & Lafresnaye, 1837) — схід Еквадору і Перу, захід Бразильської Амахонії, північ Болівії.

## Поширення і екологія
Короткохвості аруни мешкають в Колумбії, Еквадорі, Перу, Болівії, Бразилії, Венесуелі, Гаяні, Суринамі, Французькій Гвіані та на Тринідаді і Тобаго. Вони живуть у вологих рівнинних тропічних лісах, на узліссях і галявинах. Зустрічаються на висоті до 950 м над рівнем моря. Живляються комахами, яких шукають серед листя, в нижньому і середньому ярусах лісу. Сезон розмноження в Колумбії триває з лютого по травень, в Бразилії з червня по вересень, в Перу з серпня по жовтень. Гніздо мішечкоподібне з бічним входом, робиться з моху і рослинних волокон, розміщується на дереві, на висоті від 1 до 8 м над землею. В кладці 2 білих яйця, поцяткованих коричневими плямками.